# Kuivaluoto (ö i Egentliga Finland, lat 60,57, long 21,43)
Kuivaluoto med Eenokinkari och Saukonkari är en ö i Finland. Den ligger i Skärgårdshavet och i kommunen Gustavs i landskapet Egentliga Finland, i den sydvästra delen av landet. Ön ligger omkring 48 kilometer väster om Åbo och omkring 200 kilometer väster om Helsingfors.
Öns area är 0,97 kvadratkilometer och dess största längd är 1,8 kilometer i sydöst-nordvästlig riktning.